# Ehretia microphylla
Ehretia microphylla Lam. è una specie di pianta della vasta famiglia delle Boraginacee.
Chiamata anche albero del tè, in Italia non è conosciuta, se non come bonsai.

## Descrizione
È un albero che può raggiungere i dieci metri di altezza.
Le foglie sono ovali e dimostrano una leggera peluria bianca che contrasta con il loro colore verde scuro.
In primavera la pianta si riempie di infiorescenze bianche da cui a inizio estate si formano dei frutti simili a pannocchie di colore rosso.

## Distribuzione e habitat
Questa essenza tropicale è diffusa in Asia, dall'India, attraverso la penisola indocinese sino alla Cina meridionale, al Giappone, all'Indonesia, alle Filippine e alla Nuova Guinea.

## Usi
Questa pianta venne importata in Europa circa 150 anni fa per il grande valore del suo legno mentre in oriente vengono utilizzate le sue foglie per ottenere una bevanda sostitutiva del tè.
La facilità di coltivazione fanno della carmona una delle essenze più diffuse come bonsai.

## Avversità
Afidi e cocciniglie attaccano raramente questa pianta che si dimostra molto resistente verso agenti patogeni.